# Интернет маркетинг
Интернет маркетингът, също известен като дигитален маркетинг, уеб маркетинг, онлайн маркетинг или е-маркетинг, е използването на интернет с цел маркетинг, брандиране, реклама и популяризиране на продукти, услуги или идеи.
Дигиталният маркетинг е процесът на действие за налагане на определена марка с помощта на интернет. Той включва в себе си както директни така и индиректни канали на разпространение и използва определени технологии, за да свърже производителите (бизнесът) с техните потребители (консуматорите) били те частни лица или друг бизнес. Чрез това определение може да се каже, че дигиталният маркетинг обхваща в себе си всички действия на бизнесът, които се извършват по интернет с цел привличане на нови потребители, запазване на настоящите потребители и налагане още по-добре на марката на пазара.
С помощта на дигиталния маркетинг малкият и средният бизнес имат възможността да достигнат световните пазари, без да е необходима голяма инвестиция. Разликата между интернет маркетингът и традиционния маркетинг е точно в това, че интернет маркетингът е достъпен за всички и с правилните познания може да се постигне висок възвръщаемост на вложените средства.
Интернет маркетингът предоставя възможността на производителите да достигнат директно до потребителите и да се избегнат посредници. Също така предоставя директна обратна връзка и така производителите могат по-лесно и по-бързо да подобряват продуктите си и да създават нови продукти, които са търсени от консуматорите.

## Съществени разлики между интернет маркетинга и традиционния маркетинг
В сравнение с традиционните маркетингови методи, съвременният интернет маркетинг има няколко значителни предимства:
- Високо ниво на точност: За разлика от рекламата по радиото, например рекламите в интернет могат да се показват само на съответната целева аудитория. В повечето големи рекламни системи (Facebook и Adwords например) аудиториите могат да бъдат определени според точните географски области, възрасти, поведения и дори подходящи интереси.
- Възможно е да се рекламира с много малки суми пари: за разлика от карето във вестник, е възможно да се публикуват в минимални суми от само десетки и стотици левове, за да се провери дали публикацията работи.
- Точен анализ на данни и статистика: При дигиталния маркетинг нашите рекламни резултати могат да бъдат точно измерени. Колко точно клиенти и кои от тях са дошли чрез реклама.

## Използвани технологии
Дигиталният маркетинг използва всички налични технологични решения, за да промотира даден продукт или услуга. Както може да ползва социалните мрежи, за да се достигне максимален брой потребители от една определена таргет група, така може да се ползват и E-mail кампании, за да се достигне до точно коренно различна група потребители. Също така създаването на платени банер реклами (Adwords), които в повечето случаи са PPC (Pay-Per-Click) е напълно в сферата му. В последните години дори той се е насочил усилено към форуми, блогове и публикации в интернет вестници. Всичко е позволено стига да не е в категорията на висусния маркетинг, което може да доведе със себе си само негативи.
Интернет технологиите помагат на мркетолозите да създават по-цялостни и целенасочени дигитални маркетинг кампании.

## Основни канали
- Онлайн реклама на сайтове в различни търсачки
- Маркетинг в търсещи машини
- Оптимизация за търсачки (Search Engine Optimization, SEO)
- Блог маркетинг
- Преса (PR маркетинг)
- Електронна поща (e-mail маркетинг)
- Вирусен маркетинг
- E-mail маркетинг
- Социални мрежи

Интернет маркетингът е един от основните компоненти на електронната търговия (E-Commerce).